# Sello moneda de la Segunda República Española
Un sello moneda, cartón moneda, billete de cartón o moneda de cartón fue un medio de pago consistente en un disco de este material, de unos 35 milímetros de diámetro y un peso aproximado de 0,5 gramos, emitido «con carácter transitorio» por el Gobierno de la Segunda República Española por orden ministerial promulgada en Barcelona el 24 de febrero de 1938 y facilitado gratuitamente por la Fábrica Nacional de Moneda y Timbre con el fin de tratar de mitigar la progresiva escasez de metal (sobre todo plata y cobre) inherente a los últimos tiempos de la Guerra Civil Española, por lo que suele estar considerado por los especialistas como una «moneda de necesidad» o «moneda de emergencia». En el reverso (de color marrón rojizo), figuraba el escudo nacional republicano, mientras que el anverso (pardo) quedaba libre al objeto de adherir más tarde un timbre móvil o sello de correos, que determinaba su valor facial, estipulado entre 1 céntimo y 1,50 pesetas.

## Historia
La mencionada orden, publicada al día siguiente (25 feb.) en la Gaceta de la República, disponía:

Ilmo. Sr.: El Decreto de 24 de diciembre último facultó al Ministerio de Hacienda y Economía para acuñar y poner en circulación moneda fraccionaria en cantidad suficiente al normal desenvolvimiento de las transacciones mercantiles, hoy dificultadas por la escasez de dicha moneda, determinada por el atesoramiento que de aquélla, y con el fin de obstaculizar, han hecho elementos desafectos al régimen; de otra parte, el Decreto del 6 del pasado ha dispuesto que, en el plazo de un mes, prorrogado hasta el día 28 del actual, queden retirados todos los vales, bonos y billetes emitidos por particulares, organismos y entidades. La Fábrica Nacional de Moneda y Timbre viene trabajando con toda actividad e intensidad en la labor que se ha encomendado: ha acuñado la moneda de cincuenta céntimos de peseta que se le encargó por Orden de 31 de diciembre; ha elaborado los Certificados provisionales de moneda divisionaria a que se refiere la Orden de 11 de enero; está trabajando sin interrupción en la confección de efectos timbrados que demandan las necesidades normales de la Administración, y prepara los elementos necesarios para la acuñación de moneda fraccionaria.

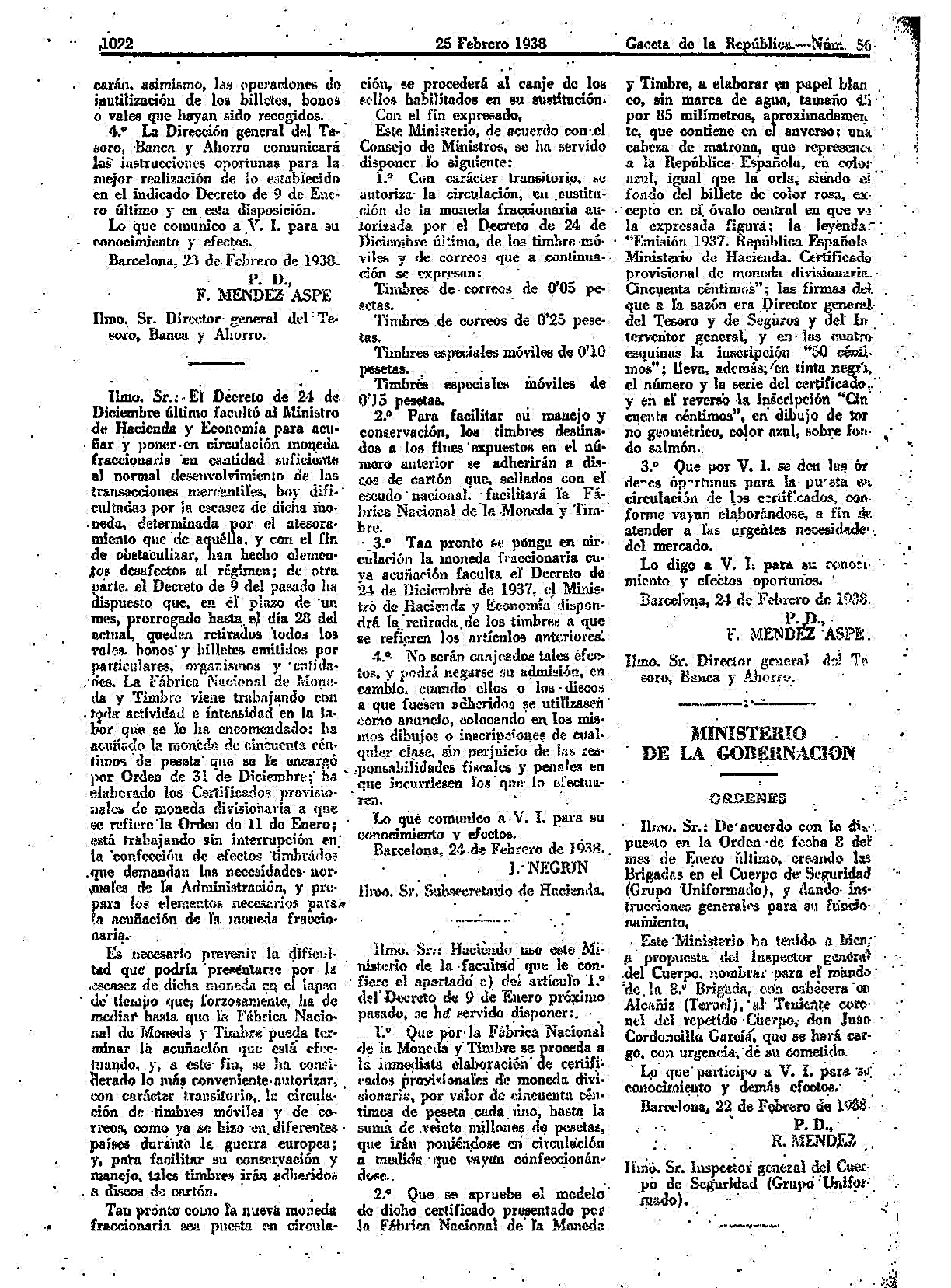
Gaceta de la República (Madrid) (56) 1022. 25 feb. 1938.

Es necesario prevenir la dificultad que podría presentarse por la escasez de dicha moneda en el lapso de tiempo que, forzosamente, ha de mediar hasta que la [FNMT] pueda terminar la acuñación que está efectuando, y, a este fin, se ha considerado más conveniente autorizar, con carácter transitorio, la circulación de timbres móviles y de correos, como ya se hizo en diferentes países durante la guerra europea; y, para facilitar su utilización y manejo, tales timbres irán adheridos a discos de cartón.

La trascendencia de la noticia fue tal que hasta rotativos de ultramar como el Diario de la Marina («el periódico más antiguo de Cuba») se hicieron eco de la puesta en marcha de los nuevos «billetes de cartón»:

Billetes de cartón en la zona roja

HENDAYA, noviembre 29 (SE). El gobernador civil de Madrid, hablando con los periodistas, les manifestó que el delegado del Banco de España le había comunicado que existe una importante cantidad de billetes de cartón que va a ser puesta en circulación como moneda fraccionaria para sustituir a los tickes [sic] y vales que ahora circulan. Estas monedas son de forma circular y sustituirán a las monedas de cobre.

REDACCIÓN (30 nov. 1938). «Enorme cantidad de "cartón moneda" será lanzada en la zona roja en vez de vales». Diario de la Marina (La Habana) (285): 15.

En España, por su parte, la prensa «nacionalista» reprueba la emisión en los siguientes términos:

La inflación en la zona roja

La circulación como moneda de los sellos y timbres móviles constituye una emisión sin límites ni control. ¡Y, después de todo esto, querrán meter en la cabeza de la gente, a martillazos –la frase es del órgano prietista Adelante–, que el papelamen que circula como moneda tiene un valor efectivo y una garantía real!

REDACCIÓN (11 mar. 1938). «Lo que ocurre en la zona roja». Diario de Córdoba (30 951): 3.

Se imprimieron en las instalaciones de la Fábrica Nacional de Moneda y Timbre de Aspe (Alicante), conocidas como «Factoría D», y pese a su carácter inicialmente «transitorio» no fueron retirados de la circulación hasta el final de la Guerra Civil, concretamente, hasta el 15 de julio de 1939 (según decreto de 9 de junio), es decir, al mismo tiempo que se recogía todo el «papel moneda puesto en curso por el enemigo», ya que, dada la evolución de la contienda, no fue posible el establecimiento de otro medio de pago alternativo que los inutilizase.

## Legislación

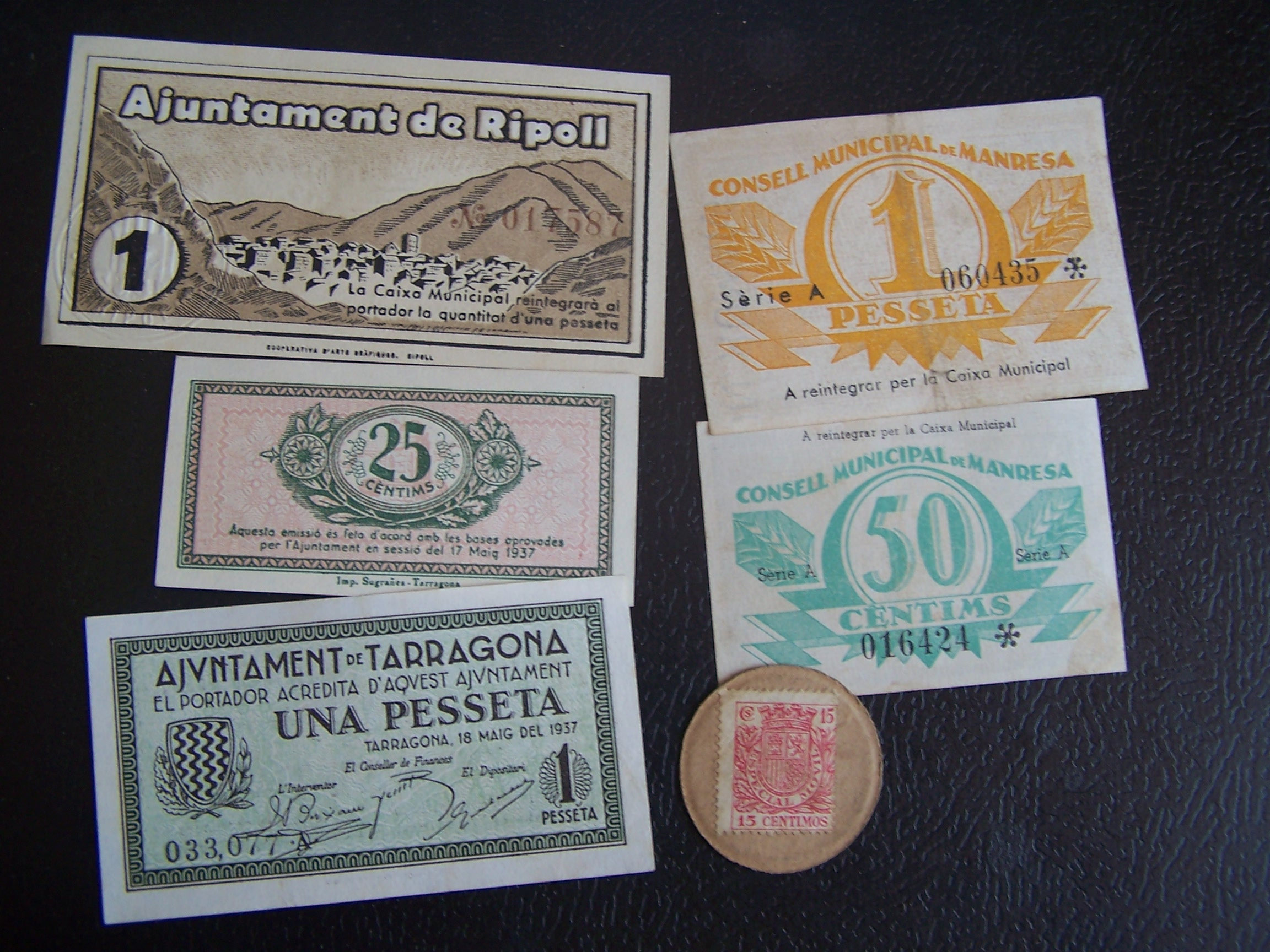
Billetes locales (1937) y cartón moneda de la República Española.

De las distintas disposiciones legales relativas a la escasez de moneda fraccionaria y, por último, la puesta en circulación del sello moneda como medio provisional de pago, «entre tanto se procede a su acuñación», se destacan las siguientes:
- «Decreto disponiendo que a partir del día 17 del mes actual el Banco de España entregará provisionalmente certificados de plata de cinco y diez pesetas en sustitución de la actual moneda de plata, teniendo tales certificados el mismo poder liberatorio de la actual moneda de cinco pesetas». Gaceta de Madrid (289): 338-339. 15 oct. 1936.
- «Decreto autorizando al Banco de España para entregar certificados de plata a cambio o en lugar de la moneda divisionaria de este metal». Gaceta de la República (Madrid) (54): 929. 23 feb. 1937.
- «Decreto fijando un plazo de un mes para retirar de la circulación todas las emisiones de vales, bonos, billetes o monedas que no hayan sido hechas por el Tesoro Público o Banco de España, ateniéndose a las instrucciones que se insertan y sanciones que se establecen en caso de incumplimiento». Gaceta de la República (Madrid) (8): 108. 8 ene. 1938.
- «Decreto facultando al titular de este Departamento para emitir billetes del Tesoro de 50, 25 y 5 pesetas, y Certificados provisionalmente de monedas divisionarias, etcétera». Gaceta de la República (Madrid) (11): 155-156. 11 ene. 1938.
- «Orden concediendo un plazo improrrogable de veinte días, que terminará el 28 de febrero corriente, para retirar todas las emisiones de vales, bonos, billetes y monedas que no hayan sido hechas por el Tesoro Público o por el Banco de España». Gaceta de la República (Madrid) (38): 692. 7 feb. 1938.
- «Orden autorizando la circulación de los timbres móviles y de Correos en sustitución de la moneda fraccionaria, entre tanto se procede a su acuñación». Gaceta de la República (Madrid) (56): 1022. 25 feb. 1938.

## Piezas emitidas y falsificaciones
El cálculo siguiera aproximado del volumen de piezas circulantes (a finales de 1938, «pasan de tres millones») y, de este, qué porcentaje se puede computar como legítimo, se encuentra aún en estudio, debido en buena parte a la inestabilidad del momento en que fueron emitidas así como al hecho de haberse detectado cartones de la época a los que, posteriormente, se les adhirió el timbre móvil o sello (también de época) más pertinente, con el fin de que alcanzaran un elevado precio de mercado, así como una larga serie de supuestas emisiones locales (la mayoría aparecen fechadas en 1937, es decir, antes de que fuese publicada la referida orden de febrero de 1938), que, casi con total seguridad, nada tienen que ver con las auténticas.
El cartón moneda se identifica porque en el reverso traía el escudo de España mientras que en el adverso disponía de un sello pegado con su valor, aunque existen unas variantes que traen diferentes dibujos pues son como series según la comunidad autónoma, por ejemplo la comunidad de Madrid tenía una serie dedicada a la tauromaquia de diferentes municipios, donde más destacan las de Alcalá de Henares que tienen varios motivos del quijote, en otros comunidades se tenían otros motivos.
Suelen clasificarse en los siguientes grupos:
- Cartones de provincias españolas.
- Municipios catalanes.
- Otros. Andalucía: Carmona (Sevilla), Linares (Jaén). Aragón: Alcañíz (Teruel), Caspe (Zaragoza), Maella (Zaragoza). Castilla-La Mancha: Alcalá de Henares (Madrid), Valdepeñas (Ciudad Real). Murcia: Lorca, Totana.

Como puede observarse en los cartones conocidos por ahora, se utilizaron timbres especiales móviles y sellos de correos, cuyos valores faciales oscilaban entre 1 céntimo y 1,50 pesetas, emitidos por la Fábrica Nacional de Moneda y Timbre a partir de 1931.

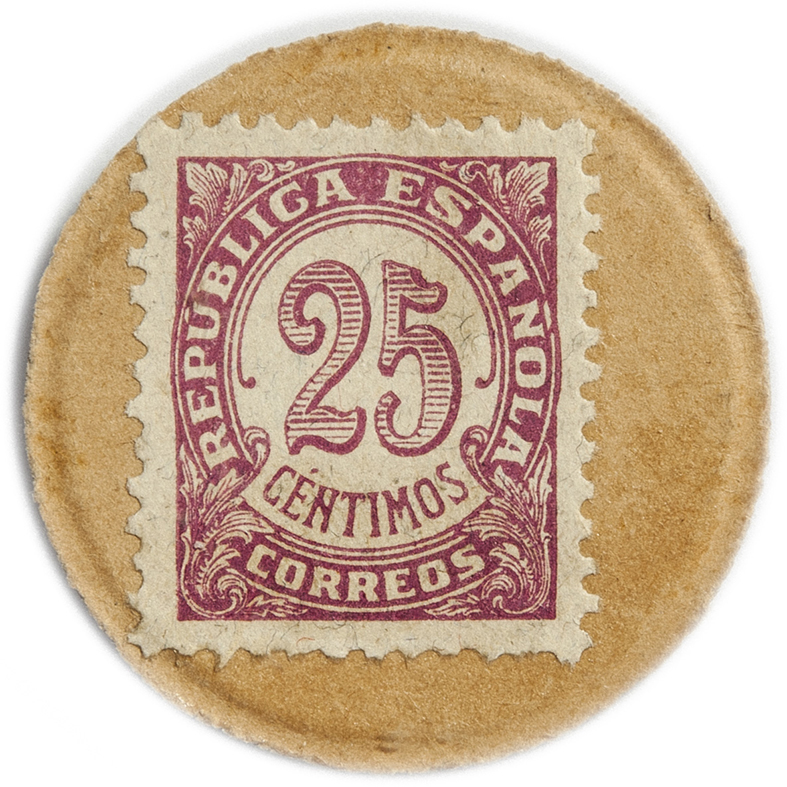
25 cts. Lila.
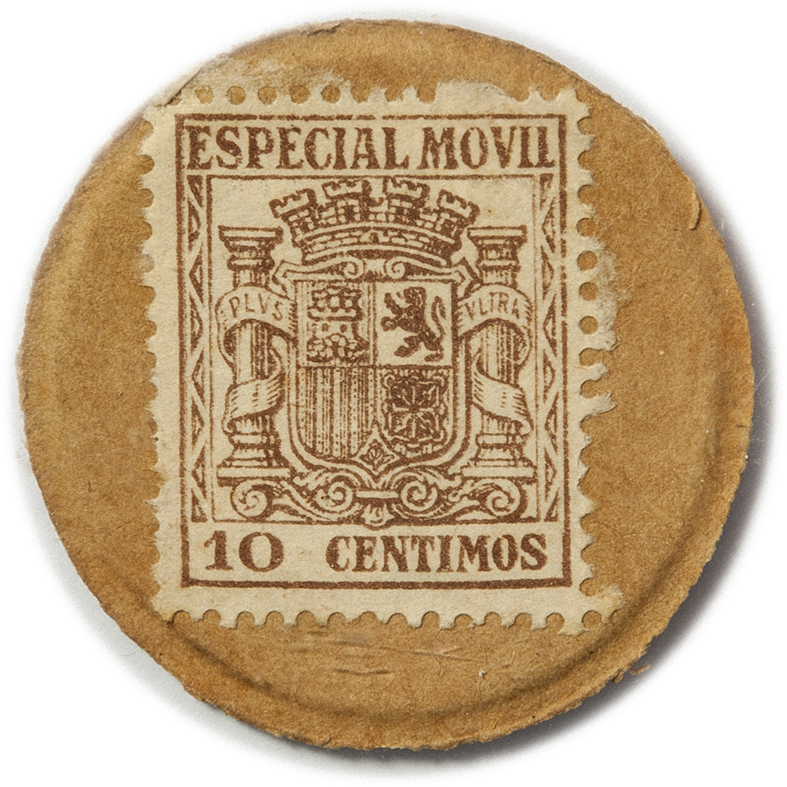
10 cts. Marrón.
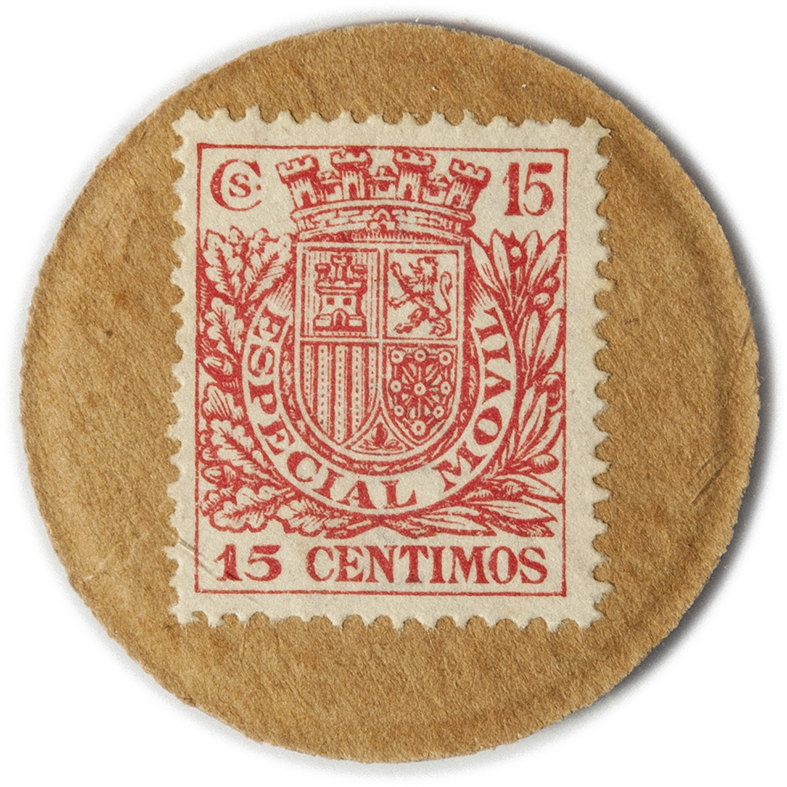
15 cts. Rojo.

En cuanto a los personajes que aparecen en los mismos, cabe mencionar a Blasco Ibáñez (2 y 5 céntimos), Pi y Margall (5 y 20), Joaquín Costa o Mariana Pineda (10), Concepción Arenal o Nicolás Salmerón (15), Ruiz Zorrilla (25), Pablo Iglesias (25, 30 y 45), Lope de Vega, Jovellanos o Ramón y Cajal (30 y 50), Emilio Castelar (40 y 60), la famosa cabeza femenina tocada con gorro frigio, similar a la francesa Marianne, símbolo por excelencia del sistema de gobierno republicano (40, 45, 50 y 60), la curiosa serie con la efigie de Alfonso XIII (sobreimpresa con las leyendas «República» o «República Española»), etc.

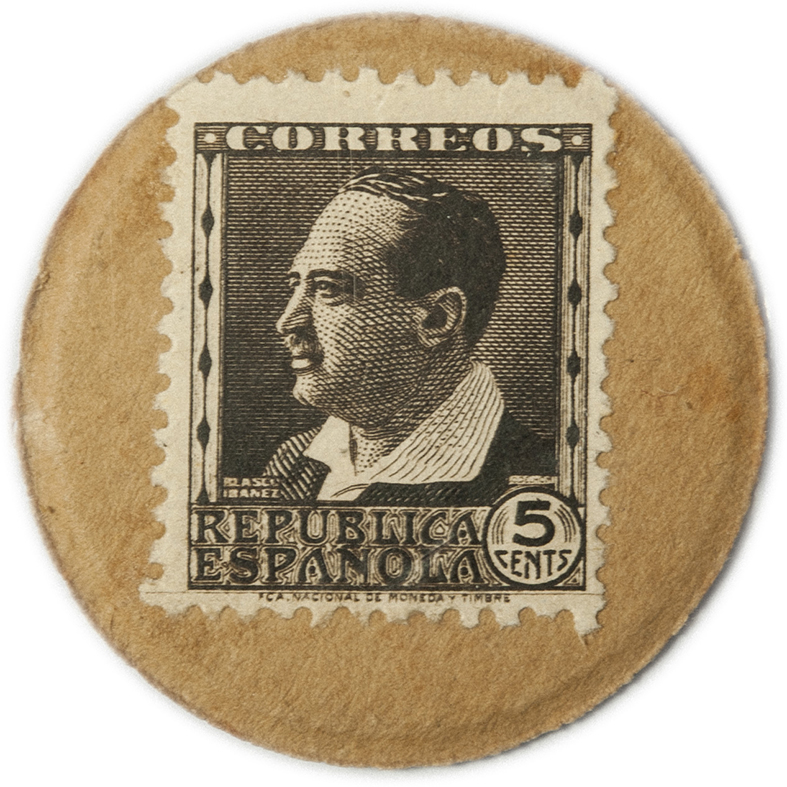
5 cts. Blasco Ibáñez. Marrón oscuro.
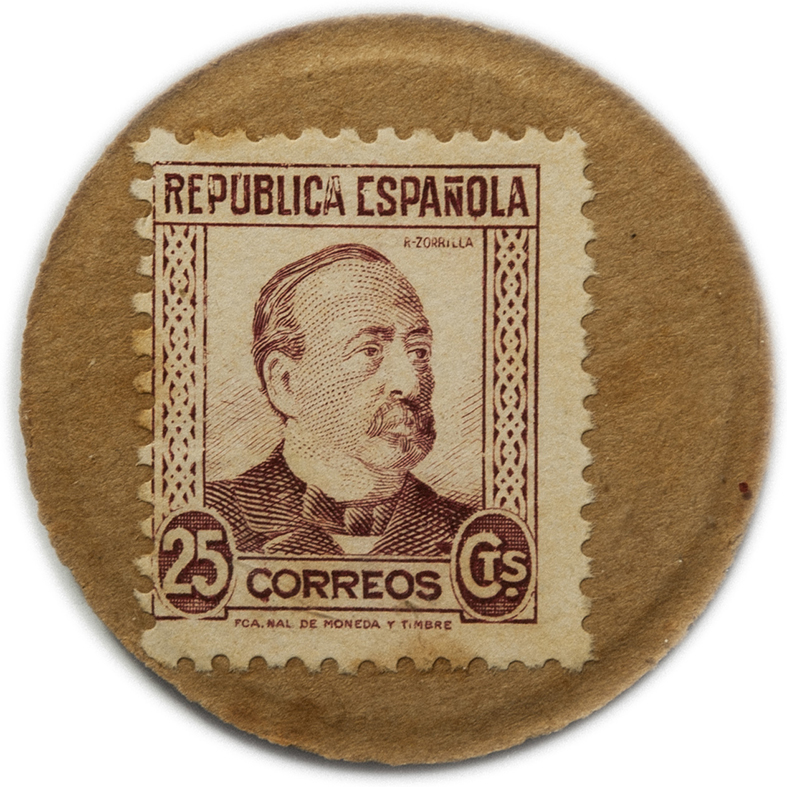
25 cts. Ruiz Zorrilla.
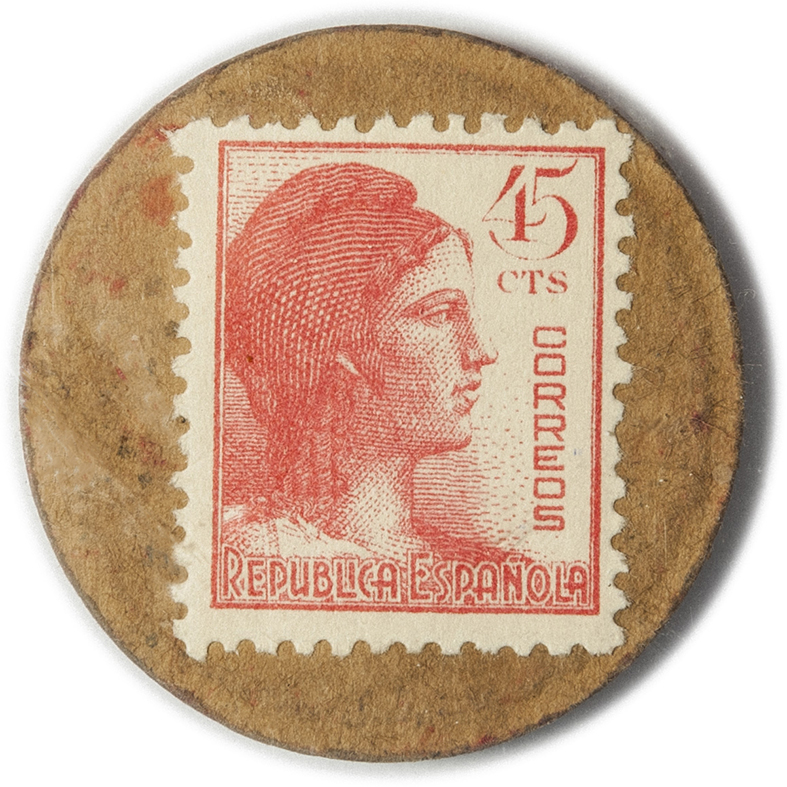
45 cts. Alegoría de la República. Rojo.

## Catálogo
| - 0. 2 cts. Blasco Ibáñez. Castaño. - 1. 5 cts. Blasco Ibáñez. Marrón oscuro. - 2. 5 cts. Blasco Ibáñez. Marrón claro. - 3. 5 cts. Pi y Margall. - 4. 10 cts. Joaquín Costa. - 5. 10 cts. Mariana Pineda. Verde claro. - 6. 10 cts. Mariana Pineda. Verde oscuro. - 7. 15 cts. Nicolás Salmerón. - 8. 15 cts. Concepción Arenal. Verde claro. - 9. 15 cts. Concepción Arenal. Verde oscuro. - 10. 20 cts. Pi y Margall. - 11. 25 cts. Ruiz Zorrilla. - 11A. 25 cts. Ruiz Zorrilla. Grana fuerte. - 12. 30 cts. Jovellanos. - 13. 30 cts. Azcárate. - 14. 30 cts. Lope de Vega. - 15. 30 cts. Pablo Iglesias. Vertical. - 15A. 30 cts. Pablo Iglesias. Rep. Española en una línea. - 15B. 25 cts. Pablo Iglesias. Rojo. - 16. 30 cts. Pablo Iglesias. Horizontal. - 17. 40 cts. Emilio Castelar. Azul. - 18. 40 cts. Emilio Castelar. Rojo. - 19. 45 cts. Pablo Iglesias. Horizontal. - 20. 50 cts. Nicolás Salmerón. - 20A. 50 cts. Nicolás Salmerón. Naranja. - 21. 50 cts. Velazquez. - 22. 60 cts. Emilio Castelar. - 23. 60 cts. Salvochea. Azul. | - 24. 60 cts. Salvochea. Naranja. - 25. 50 cts. Lope de Vega. - 25A. 15 cts. Verde. Ex - Libris. L. V. - 25B. 30 cts. Ramón y Cajal. - 25C. 30 cts. Pablo Iglesias. Vuelo. - 26. 40 cts. Alegoría de la República. Rojo. - 27. 45 cts. Alegoría de la República. Rojo. - 28. 50 cts. Alegoría de la República. Azul. - 29. 60 cts. Alegoría de la República. Azul. - 29A. 20 cts. Pegaso con marca Rep. Española. - 30. 5 cts. Marrón. - 31. 10 cts. Verde. - 32. 15 cts. Verde oscuro. - 33. 20 cts. Violeta. - 34. 25 cts. Lila. - 35. 30 cts. Rojo. - 36. 45 cts. sobre 1 cént. Verde. - 36A. 1 cént. Verde. - 37. 45 cts. sobre 2 cts. Marrón. - 37A. 2 cts. Marrón. Rep. Española. Recto. - 37B. 2 cts. Castaño. Rep. Española. Circular. - 38. 5 cts. Azul. - 38A. 5 cts. Rojo. - 38B. 5 cts. Azul. Tres torres. - 39. 10 cts. Marrón. - 39A. 10 cts. Rojo. - 39B. 10 cts. Castaño. - 40. 15 cts. Rojo. - 40A. 15 cts. Verde. | - 41. 15 cts. Verde. - 42. 20 cts. Rojo. - 42A. 20 cts. Lila. - 43. 25 cts. Rojo. - 43A 25 cts. Carmín. - 43B. 25 cts. Azulado. - 44. 30 cts. Rojo. - 44A. 30 cts. Verde. - 44B. - 44C. 35 cts. Rojo. - 44D. 35 cts. Amarillo. - 45. 40 cts. Amarillo. - 45A. 40 cts. Rojo. - 46. 50 cts. Carmín. - 47. 60 cts. Ultramar. - 47A. 60 cts. Rojo. - 48. 75 cts. Aceituna. - 49. 90 cts. Malva. - 49A. 90 cts. Rojo. - 50. 1 pta. Rosado. - 50A. 1 pta. Rojo. - 51. 1,25 ptas. Carmín. - 52. 1,50 ptas. Castaño. - 52A. 1,50 ptas. Rojo - 53. 10 cts. Marrón. Con marca Rep. Española. - 54. 15 cts. Verde. Con marca Rep. Española. - 55. 25 cts. Rep. Española. - 56. 30 cts. Rep. Española. |

Según Miró Agulló, cabe incluso la posibilidad de que, en algún momento, se emplearan también estos otros:
| - 1. 1 cént. Dentado. Verde. - 2. 1 cént. Sello República en diagonal. Verde azulado. - 3. 2 cts. Resello negro República Española. Vertical. Castaño. | - 4. 10 cts.. Timbre móvil 1898. Azul. - 5. 10 cts. Timbre móvil 1903. Carmín. - 6. 20 cts. de peseta. - 7. 25 cts. Resello negro Rep. Española. Vertical. Invertido. | - 8. 50 cts. de peseta. - 9. 60 cts. ¿Verde oscuro? |

## Hemerografía
- Corporales Leal, Carolina (2011). «Moneda y Guerra Civil Española: Delitos monetarios». Ab Initio (n.º extr. 1): 190-191. ISSN 2172-671X.
- Macías Serrano, Francisco (nov. 2014). «Cartón moneda falso». Revista Numismática OMNI (8): 289-294. ISSN 2104-8363.
- REDACCIÓN (2009). «Monedas de cartón en la Segunda República Española». Emblemata (Zaragoza: Institución Fernando el Católico) (15): 465-468. ISSN 1137-1056.

Prensa histórica
- Aznar, Manuel (29 mar. 1938). «Signos de malaventura y de miseria». Diario de la Marina. La España de hoy (La Habana) (75): 15.
- Evangelista, Heliodoro F. (9 nov. 1938). «Pasan de tres millones los discos que hay en circulación». La Libertad (Madrid) (5820): 1-2.
- Febus (26 feb. 1938). «No hay más moneda que la del Estado». ABC (Madrid): 5.
- Nostradamus (24 feb. 1937). «Un modo de resolver la cuestión de las pesetas». El Cantábrico. Las mil y una tardes (Santander) (14 607): 4.
- REDACCIÓN (25 feb. 1938). «De la "Gaceta"». El Luchador. Última hora (Alicante) (9083): 3.
- REDACCIÓN (25 feb. 1938). «Normas para la recogida de vales, bonos y billetes particulares». Heraldo de Castellón (14 817): 2.
- REDACCIÓN (26 feb. 1938). «Los sellos móviles y de correos sustituirán a la moneda fraccionario». El Liberal. Disposiciones oficiales (Murcia) (11 739): 4.
- REDACCIÓN (26 feb. 1938). «Instrucciones para la recogida de bonos y billetes no emitidos por el Tesoro y elaboración de certificados de cincuenta céntimos». La Libertad (Madrid): 4.
- REDACCIÓN (26 feb. 1938). «El canje de los bonos». Nuestra Lucha (Murcia) (136): 1.
- REDACCIÓN (28 feb. 1938). «Moneda divisoria». La Ilustración Moderna (Madrid) (125): 2.
- REDACCIÓN (11 mar. 1938). «Lo que ocurre en la zona roja». Diario de Córdoba (30 951): 3.
- REDACCIÓN (3 nov. 1938). «Han llegado billetes de cartón». Diario de Burgos (19 809): 1.